# بیمارستان امام حسین شاهرود
بیمارستان امام حسین شاهرود واقع در استان سمنان، شهر شاهرود، بزرگترین مرکز آموزشی، پژوهشی و درمانی شمال شرق ایران بوده که وابسته به دانشگاه علوم پزشکی شاهرود می‌باشد. این مرکز با ۳۱۳ تخت در سال ۱۳۷۸ مورد بهره‌برداری قرارگرفت و در حال حاضر بعنوان یکی از Mega Hospital های کشور با بیش از ۵۰۰ تخت در بخش‌های داخلی، جراحی عمومی، جراحی مغز و اعصاب، ارتوپدی، گوش و حلق و بینی، قلب و عروق، اطفال، اورولوژی، نورولوژی، فوق تخصصی گوارش و غدد، روانپزشکی، عفونی، نوزادان، دیالیز، تالاسمی، سی‌سی‌یو و ۵ آی‌سی‌یو تخصصی شامل آی‌سی‌یو تروما، آی‌سی‌یو جراحی اعصاب، آی‌سی‌یو نورولوژی، آی‌سی‌یو داخلی و آی‌سی‌یو کرونا از میانگین استاندارد کشوری بالاتر می‌باشد و نیز بخش‌های درمانگاهی و پاراکلینیکی می‌باشد.
مرکز تصویر برداری MRI دارای یکی از به روزترین و پیشرفته ترین دستگاه‌های تصویربرداری fMRI بوده که بصورت تخصصی جهت کارهای پژوهشی و تحقیقاتی قابل استفاده می‌باشد.
بخش فوق تخصصی جراحی قلب و عروق، آنژیوگرافی و آنژیوپلاستی مرکز در سال ۱۳۹۵ با به روزترین و پیشرفته‌ترین تجهیزات به بهره برداری رسید. این مرکز فوق تخصصی شامل دو اتاق عمل فوق تخصصی، دو آی‌سی‌یو قلب باز، واحد سی‌سی‌یو، بخش بستری قلب و همچنین درمانگاه قلب می‌باشد.
اورژانس بیمارستان امام حسین شاهرود با بیش از ۸۰ تخت تحت نظر و بستری در سال ۱۳۹۸ به عنوان بزرگترین اورژانس منطقه شمال شرق کشور توسط وزیر وقت بهداشت جناب آقای دکتر سعید نمکی افتتاح و به بهره‌برداری رسید.

## تاریخچه
ساخت بیمارستان در سال ۱۳۷۳ در زمینی به مساحت ۱۳۰۰۰۰ متر مربع با زیربنای حدود ۲۵۲۰۰ متر مربع شروع شد و در شهریور ۱۳۷۸ با ۸ اتاق عمل فعال، بخش‌های مختلف بستری و ۳۱۳ تخت مورد بهره‌برداری قرار گرفت. در طی فعالیت به مروربخش‌های بستری به ۱۸ بخش و ۳۹۵ تخت ارتقاء یافت.